# Vardzia
Vardzia è un monastero rupestre scavato nel fianco del monte Erusheti, sulla riva sinistra del fiume Kura nel sud della Georgia nelle vicinanze di Asp'indza. È stato fatto costruire dalla regina Tamara nel 1185. Nel 2007 è stata inserita tra i siti georgiani candidati all'ingresso nella lista dei patrimoni dell'umanità dell'UNESCO insieme alla fortezza di Khertvisi.

## Storia
La prima fase di costruzione risale al 1100 durante il regno di re Giorgio III (1156-1184) che progettò il sito e fece scavare le prime abitazioni rupestri. La seconda fase iniziò tra il matrimonio con la regina Tamara e la sua morte nel 1186, la quale ordinò la costruzione di un santuario sotterraneo.
Questo edificio venne utilizzato per resistere all'assalto delle orde mongole. Nel 1203 circa, iniziò la terza fase di costruzione, durante la quale furono costruite molte più abitazioni, nonché le difese, l'approvvigionamento idrico e la rete di irrigazione. Il terremoto che colpì Samstkhe nel 1283 distrusse approssimativamente due terzi della città, espose le stanze alla vista esterna e fece collassare il sistema di irrigazione.
Durante il regno di Beka Jakheli nel tredicesimo secolo la chiesa fu rinforzata e fu costruito un campanile ben visibile dall'esterno. I Persiani, sotto il comando dello Shah Tahmasp I, saccheggiarono il monastero nel 1551 privandolo di tutte le icone di valore e mettendo nei fatti fine alla vita nel monastero.

## Descrizione

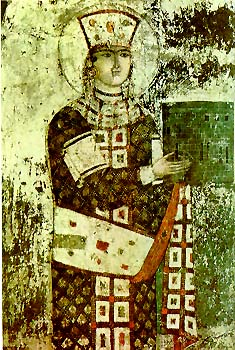
La regina Tamara negli affreschi della chiesa della Dormizione con in mano un modellino della chiesa.

Il monastero consiste in più di seimila stanze nascoste disposte su tredici piani, all'interno delle quali era possibile proteggersi dai mongoli. La città includeva una chiesa, una sala reale e un complesso sistema di irrigazione che portava acqua alle terrazze coltivate. Unico accesso al complesso era offerto da alcuni tunnel ben nascosti le cui entrate erano situate nei pressi del fiume Mtkvari.
Vardzia è una delle principali attrazioni turistiche della regione georgiana di Samtskhe-Javakheti. Il sito è mantenuto da un ristretto gruppo di monaci ed è visitabile giornalmente a tariffe molto basse.
Sono a tutt'oggi visitabili circa tremila stanze e in alcuni corridoi le antiche condotte portano ancora acqua potabile. Al centro del complesso rupestre si trova la chiesa della Dormizione (conosciuta anche come chiesa dell'Assunta), con il suo portico a due arcate a campana. La facciata della chiesa è sparita, ma l'interno conserva gli affreschi dipinti al momento della sua costruzione che ritraggono molte scene del Nuovo Testamento e, sulla parete nord, Giorgio III e Tamara prima di sposarsi.

## Chiesa della Dormizione della Vergine Maria

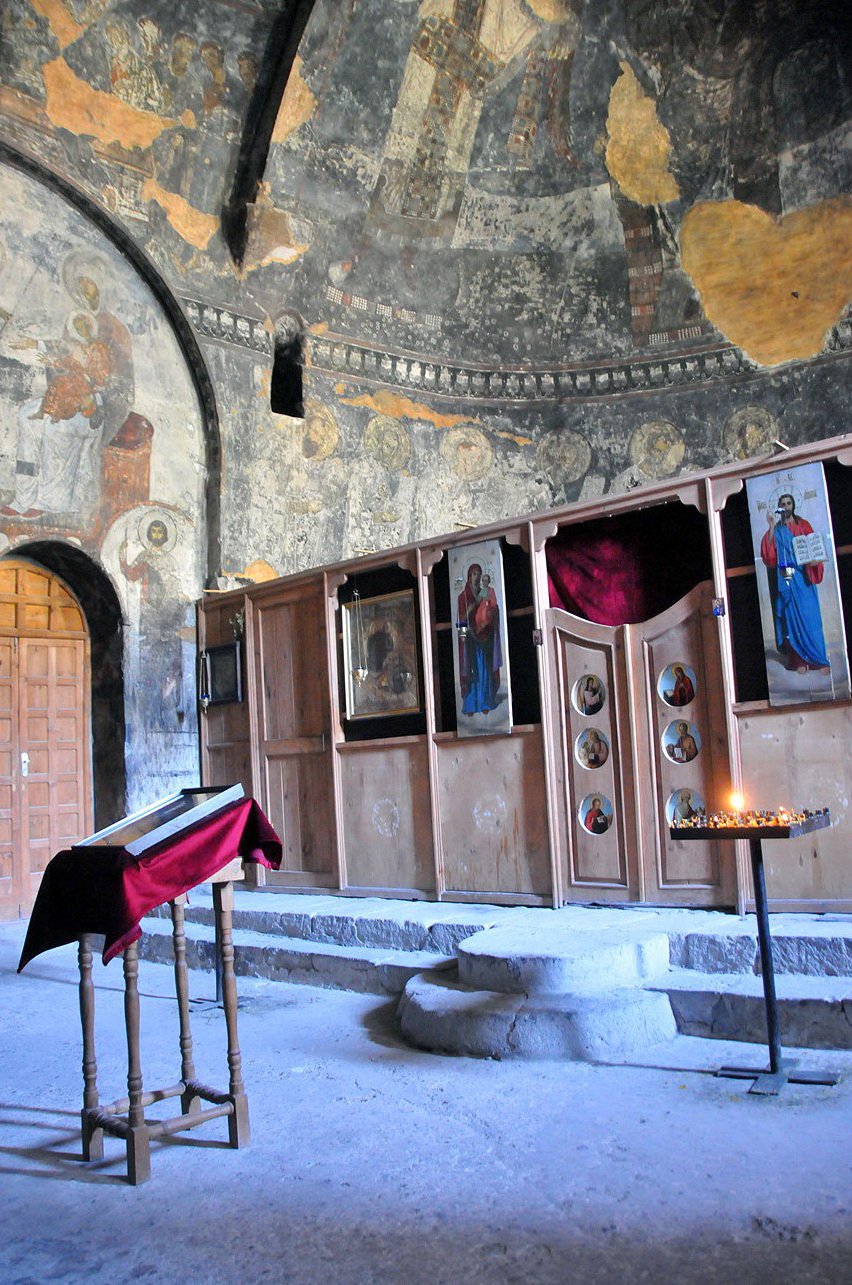
Veduta dell'abside e dell'iconostasi

La Chiesa della Dormizione della Vergine Maria era il fulcro spirituale e monumentale centrale del sito. Scolpita nella roccia, le sue pareti rinforzate in pietra, misura 8,2 metri (27 piedi) per 14,5 metri (48 piedi), raggiungendo un'altezza di 9,2 metri (30 piedi). L'ampio salone con ampia abside è coperta dalla volta a botte. Ulteriori stanze sono adiacenti a ovest e a nord. Il nartece si trova nella parte meridionale. La chiesa è illuminata da tre finestre. Sia la chiesa che il nartece sono dipinti; questi dipinti sono di "importanza cruciale nello sviluppo della pittura murale georgiana medievale". L'artista, Rati Surameli, è commemorato in un ritratto sulla parete nord; l'iscrizione di accompagnamento recita "Madre di Dio, accetta ... l'offerta del tuo servitore Rati, eristavi di Kartli, che ha decorato con zelo questa santa chiesa alla tua gloria".
Sulla stessa parete nord si trovano i ritratti dei fondatori reali, Giorgi III e Tamara, con in mano il modello della chiesa. Entrambi sono vestiti con abiti cerimoniali bizantini, in corone, con aureole. A Tamar manca il nastro che è l'attributo di una donna sposata e la sua iscrizione riporta la formula "Dio le conceda lunga vita", mentre quella di Giorgi no; questo aiuta a datare i dipinti tra la morte di Giorgi nel 1184 e il matrimonio di Tamara nel 1186. La raffigurazione di Tamara è la prima tra le quattro conosciute. Episodi della vita di Cristo occupano in sequenza le volte e le pareti superiori, a partire dall'Annunciazione, seguita dalla Natività, Presentazione al Tempio, Battesimo, Trasfigurazione, Resurrezione di Lazzaro, Entrata trionfale a Gerusalemme, Ultima Cena, Lavanda dei piedi, Crocifissione, Straziante dell'Inferno, Ascensione, Discesa dello Spirito Santo e Dormizione.
Ad un livello inferiore, più accessibile come intercessori, si trovano dipinti di santi e stiliti. Nel nartece ci sono scene del Giudizio Universale , di Abramo , Angeli che portano un medaglione con la croce, e tre scene della vita di Santo Stefano; altri dipinti andarono perduti nel terremoto del 1283.
I dipinti non sono affreschi,  e "testimoniano contatti con l'Oriente cristiano e il mondo bizantino , ma applicati secondo le tradizioni artistiche locali". Le pareti furono dipinte dall'artista Georgi, il cui nome è scritto in una parte dell'altare.